# Guardians of Ga'Hoole: Exile
 Guardians of Ga'Hoole: Exile  è un romanzo fantasy per ragazzi del 2008 di Kathryn Lasky. È il quattordicesimo libro della collana de I guardiani di Ga'Hoole ed è il seguito de Guardians of Ga'Hoole: The River of Wind. In Italia è ancora inedito.

## Trama
Quest'anno la Festa del Raccolto della cainca è sobria per rispetto della Striga, che ha salvato Bell e sventato un attentato ai danni di Coryn e Soren. Inoltre, la Striga ha distribuito piume blu ai gufi fondando di una specie di Club delle Piume Blu. Tuttavia, Soren si sente a disagio quando vede re Coryn, ormai adulto, con una piuma blu.   
Le cose vanno di male in peggio quando la Striga attira Bell nel suo Club delle Piume Blu e poi fa mandare via la Banda presumibilmente per una spedizione scientifica, ma la sua vera intenzione è di toglierli di mezzo in modo da poter continuare a soggiogare Coryn. Alla fine, dopo che una sua spia individua la Banda con Nebbia, che scambia per uno scrum, la Striga accusa la Banda di magia e li fa bandire. Pelli e Bubo si rendono anche conto che la Brace è in pericolo, a causa della Striga o di un Coryn corrotto, che la sostituiscono con una falsa e inviano quella vera al Palazzo delle Nebbie. 
Nel frattempo, Cory, il gufo delle tane che prende il nome da Coryn, e sua sorella Kalo vengono perseguitati dalla Brigata Blu quando Kalo si rifiuta di consegnare i loro libri. Alla fine, Kalo viene condannata al rogo, ma fugge con la sua famiglia. Cory si reca al Grande Albero e la sua visita risveglia Coryn dalla depressione e dalla miseria in cui lo aveva gettato la Striga, prima che si accorga di non aver guardato il fuoco per un po'. Alla fine si rende conto che la Brigata Blu ha preso furtivamente il controllo del Grande Albero e fugge, sostenendo di andare nel Bosco degli Spiriti a trovare degli scrum. Quando la Striga lo sente, progetta di rovesciare il re con l'accusa di stregoneria e di insediarsi come re dopo la Notte di Fuoco Infernale, dove ha intenzione di bruciare vivi tutti i gufi accusati di "vanità" al Grande Albero per incutere timore nei Guardiani. 
Coryn incontra due degli scagnozzi della Striga, che intendono uccidere la sorella di Cory, e li attacca. Quasi lo sopraffanno, ma poi Kalo interviene in suo soccorso. Anche il suo vecchio amico, il Coniglio, accorre in loro aiuto, venendo tuttavia ucciso. Dopo aver pianto la morte del coniglio, Coryn e Kalo partono per liberare il Grande Albero. Kalo risveglia dolcemente Coryn dal suo dolore e i due vecchi amici volano a unirsi ai gufi verdi di Ambala, come il Coniglio aveva consigliato di andare con il suo ultimo respiro.
La Banda, insieme a Coryn, Otulissa e Pelli, si intrufola di nuovo con i gufi verdi di Ambala, che fingono di essere lì per gli eventi, e poi attaccano la Brigata Blu. Durante il volo verso il Grande Albero, Soren scopre che anche Coryn e Kalo sono presenti, travestiti allo stesso modo, così come Tengshu. Coryn si scusa per ciò che è successo, ma Soren lo rassicura. Bell, stufa della Striga e arrabbiata per averla ingannata, uccide uno dei suoi scagnozzi per salvare sua madre. La Striga cattura quindi Bell e minaccia di decapitarla se i Guardiani non depongono le armi. Tuttavia, Tengshu usa il Qui per attaccarlo e la Striga è costretto a fuggire, liberando Bell. La maggior parte degli scagnozzi della Striga viene uccisa e gli altri fuggono con lui. Otulissa rimane ferita in battaglia e perde un occhio, ma si riprende. Soren e gli altri mandano a chiamare il suo vecchio amico Cleve, che arriva dai Regni del Nord per vedere e rassicurare Otulissa, confessandole finalmente di averla sempre amata.
Nel frattempo, Coryn ha visioni della Striga e di Nyra che ora lavorano insieme, ma almeno capisce di non essere come sua madre.